# Hermann Barthel

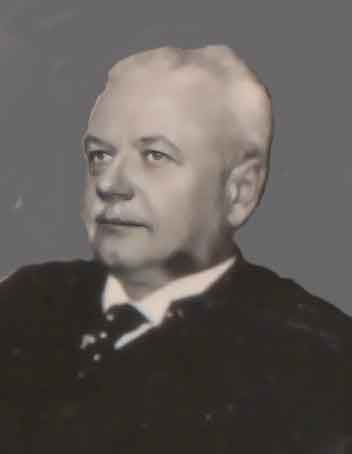
Hermann Barthel (1935)

Hermann Barthel (* 24. November 1875 in Wüttendorf, Kreis Kreuzburg, Oberschlesien; † 23. Mai 1941 in München; vollständiger Name: Hermann Conrad Barthel) war ein deutscher Schlosser und Unternehmer.

## Leben
Hermann Barthel wurde 1875 als Sohn eines Dorflehrers geboren und wuchs nach dem frühen Tod seiner Eltern als Waise im Umfeld des Pestalozzivereins in Kreuzburg auf. Er erlernte das Schlosserhandwerk und ging 1895 nach München. Nach Stationen in Winterthur und München kam er 1902 nach Schweinfurt, wo er in die Schlosserwerkstatt von Georg Schäfer (sen.) eintrat, diese modernisierte und die rechte Hand des Meisters wurde. 1907 heiratete er Helene Schäfer, mit der eine junge, energische und in der Schweinfurter Gesellschaft bald sehr respektierte Frau an die Seite des Tüftlers und Technikers trat. Das Paar bekam fünf Kinder.

## Karriere als Unternehmer
Sein erstes selbstkonstruiertes Kugellager Nr. 206 schenkte Barthel 1905 seinem Chef und Schwiegervater in spe zum Geburtstag. Im Juni 1906 gründeten Georg Schäfer (sen.), der Ingenieur Adolf Kuffer und Hermann Barthel die Fränkische Isolierrohr- und Metallwaren-Werke Schweinfurt oHG und wurden zu jeweils einem Drittel Teilhaber. Barthel verantwortete mit Erfolg die Wälzlagerfertigung, auf Neuentwicklungen erhielt er mehrere Patente. 1909 folgte gemeinsam mit Otto Kirchner die Übernahme der Kugelfabrik Fischer, sie gründeten nun das Unternehmen Kugelfischer, Erste Automatische Gussstahlkugel-Fabrik vorm. Friedrich Fischer oHG, aus dem später die FAG Kugelfischer wurde. Neben der Isolierrohr-Sparte entwickelte sich ein aufstrebender Hersteller von Wälzlagern, der 1914 etwa 1000 Beschäftigte hatte. Während Georg Schäfer (sen.) und seit 1912 auch Wilhelm Kirchner die kaufmännische Leitung hatten, prägte Barthel als Konstrukteur und Produktionsleiter die technische Entwicklung. Der Ingenieur Johann Modler, der 1906 zum Unternehmen gestoßen war, konstruierte 1912 das erfolgreiche Tonnenlager. Barthel engagierte sich erfolgreich für den Aufbau eines Kartells der Kugellager-Hersteller (u. a. Fichtel & Sachs, Fries & Höpflinger) zur Marktsicherung.
Im Ersten Weltkrieg profitierte das Unternehmen von der Rüstungswirtschaft und steigerte die Mitarbeiterzahl erheblich. Es lieferte Schrapnellkugeln, Geschosshülsen und Wälzlager für die Armee. 1918 arbeiteten etwa 2000 Arbeiter und Angestellte im Betrieb. Eine wichtige Konstruktion von Barthel war 1932 das für Schwerlasten geeignete doppelreihige Pendelrollenlager mit symmetrischen Tonnenrollen. Auf diesem Lagertyp lief die bei Borsig konstruierte Schnellzug-Dampflokomotive der DR-Baureihe 05, die 1936 den Weltrekord für Schienenfahrzeuge aufstellte.

## Familienunternehmen
1919 wurde das Unternehmen aufgeteilt, die Fränkische Isolierrohrwerke (heute: Fränkische Group) blieben bei der Familie Kirchner, Georg Schäfer und sein Schwiegersohn Hermann Barthel übernahmen bei Kugelfischer in alleinige Verantwortung. Barthel bleibt technischer Kopf des Betriebs. 1922 trat der Sohn Georg Schäfer jun. als Kaufmann in den Betrieb ein. Der Vater Georg Schäfer (sen.), mit dem Ehrentitel eines Geheimen Kommerzienrats ausgezeichnet, starb 1925 – im gleichen Jahr wurde Barthel von der bayerischen Staatsregierung zum Kommerzienrat ernannt.

## Gesellschaftliches Engagement
Hermann Barthel engagierte sich politisch in der Deutschen Volkspartei DVP, saß von 1924 bis 1933 im Schweinfurter Stadtrat, betätigte sich in Wirtschaftsverbänden der Branche und in mehreren Vereinen in Schweinfurt und Würzburg. Trotz wirtschaftlicher Herausforderungen in den 1920er Jahren behauptete sich das Unternehmen Kugelfischer mit etwa 2000 Beschäftigten und verteidigte seine Existenz, anders als die deutschen Wettbewerber wie Fichtel & Sachs, Anfang der 1930er Jahre gegen die übermächtige Konkurrenz der schwedischen Svenska Kullagerfabriken (SKF). Dies gelang nicht zuletzt durch technische Innovationen.

## NS-Zeit
Mit dem Machtantritt der Nationalsozialisten 1933 begann ein neuer, ambivalenter Abschnitt für das Unternehmen. Kugelfischer integrierte sich in die NS-Rüstungswirtschaft und erlebte eine rasche Expansion auf die vierfache Größe mit etwa 8000 Beschäftigten im Jahr 1938. Die NSDAP übernahm die Macht im Betrieb, als sie am 1. Mai 1933 die Gewerkschaften ausschaltete. Das rüstungswirtschaftlich bedeutende Familienunternehmen stand vor der „Notwendigkeit, sich der Wirtschaftslenkung des Staates anzuvertrauen und unterzuordnen“. Die Geschäftsführer passten sich den neuen Verhältnissen an. Der von den Nationalsozialisten als nicht zuverlässig angefeindete Barthel versuchte, seine Führungsposition im Unternehmen durch seinen NSDAP-Beitritt 1937 abzusichern – letztlich aber vergeblich, denn 1938 wurde er auf massiven Druck der NSDAP aus dem Unternehmen gedrängt. Einen Neuaufbau bei den Dürkopp-Werken in Bielefeld leitete er ab 1939 nur kurz an. Im Alter von 66 Jahren starb Hermann Barthel 1941 überraschend bei einer misslungenen Operation in München.